# فيليكس كلار
فيليكس كلار (مواليد 5 يناير 1997) هو لاعب كرة يد سويدي يلعب في نادي آلبورغ.